# Palpada braziliensis
Palpada braziliensis är en tvåvingeart som först beskrevs av Goot 1964.  Palpada braziliensis ingår i släktet Palpada och familjen blomflugor. Inga underarter finns listade i Catalogue of Life.